# BLU-3 Pineapple
BLU-3 Pineapple – amerykańska bomba kulkowa małego wagomiaru. Przenoszona w bombach kasetowych CBU-2A. Bomba ma kształt walca. Do jego górnej części przymocowane są cztery stateczniki. W pozycji złożonej przylegają one do bocznej ściany korpusu bomby. W ściance korpusu jest zatopionych 250 stalowych kulek. Na BLU-3 wzorowana jest polska bomba LBOk-1.